# Leichtathletik-Juniorenweltmeisterschaften 1992
Die 4. Leichtathletik-Juniorenweltmeisterschaften fanden vom 16. bis 20. September 1992 in Seoul in Südkorea statt.

## Männer

### 100 m
| Platz | Athlet          | Land | Zeit (s) |
| ----- | --------------- | ---- | -------- |
| 1     | Ato Boldon      | TRI  | 10,30    |
| 2     | Darren Campbell | GBR  | 10,46    |
| 3     | Tony McCall     | USA  | 10,49    |
| 4     | Oumar Loum      | SEN  | 10,51    |
| 5     | Jason Fergus    | GBR  | 10,54    |
| 6     | Marc Blume      | GER  | 10,57    |
| 7     | Takeshi Arakawa | JPN  | 10,64    |
| 8     | Paul Egonye     | NGR  | 10,70    |

### 200 m
| Platz | Athlet                | Land | Zeit (s) |
| ----- | --------------------- | ---- | -------- |
| 1     | Ato Boldon            | TRI  | 20,63    |
| 2     | Darren Campbell       | GBR  | 20,87    |
| 3     | Glen Elferink         | RSA  | 21,00    |
| 4     | Jamie Baulch          | GBR  | 21,04    |
| 5     | László Kiss           | HUN  | 21,05    |
| 6     | Konstantinos Kenteris | GRE  | 21,10    |
| 7     | Mark Keddell          | NZL  | 21,19    |
| 8     | Yancey Hilliard       | GER  | 21,74    |

### 400 m
| Platz | Athlet           | Land | Zeit (s) |
| ----- | ---------------- | ---- | -------- |
| 1     | Deon Minor       | USA  | 45,75    |
| 2     | Rikard Rasmusson | SWE  | 46,07    |
| 3     | Francis Ogolo    | UGA  | 46,16    |
| 4     | Udeme Ekpeyong   | NGR  | 46,54    |
| 5     | Carl Southam     | GBR  | 46,74    |
| 6     | Emmanuel Okoli   | NGR  | 46,78    |
| 7     | Guy Bullock      | GBR  | 46,81    |
| 8     | Milton Mallard   | USA  | 47,46    |

### 800 m
| Platz | Athlet             | Land | Zeit (min) |
| ----- | ------------------ | ---- | ---------- |
| 1     | Benson Koech       | KEN  | 1:44,77 CR |
| 2     | Lee Jin-il         | KOR  | 1:46,34    |
| 3     | Brendan Hanigan    | AUS  | 1:47,26    |
| 4     | Vénuste Niyongabo  | BDI  | 1:47,28    |
| 5     | Hezekiél Sepeng    | RSA  | 1:47,51    |
| 6     | Marius van Heerden | RSA  | 1:48,71    |
| 7     | Igor Tolokonikow   | EUN  | 1:49,62    |
|       | Davide Cadoni      | ITA  | DSQ        |

### 1500 m
| Platz | Athlet            | Land | Zeit (min) |
| ----- | ----------------- | ---- | ---------- |
| 1     | Atoi Boru         | KEN  | 3:37,94 CR |
| 2     | Vénuste Niyongabo | BDI  | 3:38,59    |
| 3     | Kevin Sullivan    | CAN  | 3:39,11    |
| 4     | Kim Soon-hyung    | KOR  | 3:40,26    |
| 5     | Eddie Crowe       | NZL  | 3:40,82    |
| 6     | Javier Rodríguez  | ESP  | 3:40,94    |
| 7     | Dominique Löser   | GER  | 3:41,47    |
| 8     | Yusuke Fujiwaki   | JPN  | 3:42,02    |

### 5000 m
| Platz | Athlet             | Land | Zeit (min)  |
| ----- | ------------------ | ---- | ----------- |
| 1     | Haile Gebrselassie | ETH  | 13:36,06 CR |
| 2     | Ismael Kirui       | KEN  | 13:36,11    |
| 3     | Hicham El Guerrouj | MAR  | 13:46,79    |
| 4     | Kazuhiro Kawauchi  | JPN  | 13:48,51    |
| 5     | Francis Nade       | TAN  | 13:52,80    |
| 6     | Shadrack Hoff      | RSA  | 13:56,16    |
| 7     | Meta Petro         | TAN  | 13:57,36    |
| 8     | Gerbaba Eticha     | ETH  | 13:57,38    |

### 10.000 m
| Platz | Athlet             | Land | Zeit (min) |
| ----- | ------------------ | ---- | ---------- |
| 1     | Haile Gebrselassie | ETH  | 28:03,99   |
| 2     | Josphat Ndeti      | KEN  | 28:46,25   |
| 3     | Yasuyuki Watanabe  | JPN  | 28:52,89   |
| 4     | Tegenu Abebe       | ETH  | 29:29,97   |
| 5     | Oscar Cortínez     | ARG  | 29:31,80   |
| 6     | Nestor Cevasco     | ARG  | 29:32,84   |
| 7     | Eliseo Martín      | ESP  | 29:38,18   |
| 8     | Elias Bastos       | BRA  | 29:39,99   |

### 10 km Gehen
| Platz | Athlet              | Land | Zeit (min) |
| ----- | ------------------- | ---- | ---------- |
| 1     | Jefferson Pérez     | ECU  | 40:42,66   |
| 2     | Jacek Müller        | POL  | 40:50,82   |
| 3     | Grzegorz Müller     | POL  | 41:12,28   |
| 4     | Benjamin Leroy      | BEL  | 41:22,77   |
| 5     | Dmitrij Jesiptschuk | EUN  | 41:34,25   |
| 6     | Michele Didoni      | ITA  | 41:42,75   |
| 7     | Daisuke Ikeshima    | JPN  | 41:45,18   |
| 8     | Claus Jørgensen     | DEN  | 41:57,48   |

### 110 m Hürden
| Platz | Athlet                        | Land | Zeit (s) |
| ----- | ----------------------------- | ---- | -------- |
| 1     | Jewgeni Petschonkin           | EUN  | 13,87    |
| 2     | Sven Göhler                   | GER  | 13,98    |
| 3     | Igor Pintusewitsch-Babitschew | EUN  | 14,08    |
| 4     | Robin Korving                 | NED  | 14,11    |
| 5     | Li Qiang                      | CHN  | 14,28    |
| 6     | Neil Owen                     | GBR  | 14,35    |
| 7     | Tibor Bédi                    | HUN  | 14,43    |
| 8     | Miguel de los Santos          | ESP  | 14,58    |

### 400 m Hürden
| Platz | Athlet            | Land | Zeit (s) |
| ----- | ----------------- | ---- | -------- |
| 1     | Ashraf Saber      | ITA  | 50,02    |
| 2     | Sammy Biwot       | KEN  | 50,75    |
| 3     | William Porter    | USA  | 51,37    |
| 4     | Wessel Dippenaar  | RSA  | 51,50    |
| 5     | Steffen Kolb      | GER  | 51,73    |
| 6     | Kehinde Aladefa   | NGR  | 51,85    |
| 7     | Alejandro Argudin | CUB  | 52,05    |
| 8     | Gary Brown        | AUS  | 53,45    |

### 3000 m Hindernis
| Platz | Athlet           | Land | Zeit (min) |
| ----- | ---------------- | ---- | ---------- |
| 1     | Jimmy Muindi     | KEN  | 8:31,62    |
| 2     | Ayele Mezgebu    | ETH  | 8:32,43    |
| 3     | Stephen Chepseba | KEN  | 8:32,48    |
| 4     | Steffen Brandis  | GER  | 8:39,58    |
| 5     | Glenn Stojanovic | AUS  | 8:40,62    |
| 6     | Emerson Vettori  | BRA  | 8:41,55    |
| 7     | Takeshi Yamamoto | JPN  | 8:41,73    |
| 8     | Yoshiyuki Ikeda  | JPN  | 8:42,52    |

### 4 × 100 m Staffel
| Platz | Land                   | Athleten                                                                     | Zeit (s) |
| ----- | ---------------------- | ---------------------------------------------------------------------------- | -------- |
| 1     | Vereinigtes Königreich | Allyn Condon Darren Campbell Jamie Baulch Jason Fergus                       | 39,21    |
| 2     | Vereinigte Staaten     | George Page Milton Mallard Tony McCall Curtis Johnson                        | 39,59    |
| 3     | Nigeria                | Tony Ogbeta Deji Aliu Uche Olisa Paul Egonye                                 | 39,88    |
| 4     | Jamaika                | Leon Gordon Christopher Allison Warren Johnson Jason Shelton                 | 40,06    |
| 5     | Kuba                   | Alexis Tellez Héctor Fuentes Rayne Padron Alfredo García                     | 40,13    |
| 6     | Japan                  | Kazumitsu Okihara Tadakazu Ohashi Keita Hiraga Takeshi Arakawa               | 40,62    |
| 7     | Italien                | Alessandro De Micheli Danilo Barzio Raffaele Mangialardi Pierpaolo Cacciotti | 41,32    |
| 8     | Südkorea               | Lee Byung-kwon Park Jae-il U Dong-uk Won Ho-kwon                             | 45,36    |

### 4 × 400 m Staffel
| Platz | Land                   | Athleten                                                                | Zeit (min) |
| ----- | ---------------------- | ----------------------------------------------------------------------- | ---------- |
| 1     | Vereinigte Staaten     | William Porter Milton Mallard Regan Nichols Deon Minor                  | 3:06,11    |
| 2     | Jamaika                | Gregory Haughton Edward Clarke Davian Clarke Carl McPherson             | 3:06,58    |
| 3     | Japan                  | Hiroyuki Hayashi Tadashi Nishihata Tomonari Ono Takayuki Sudo           | 3:06,66    |
| 4     | Polen                  | Piotr Rysiukiewicz Artur Gąsiewski Przemysław Sznurkowski Tomasz Czubak | 3:07,01    |
| 5     | Vereinigtes Königreich | Iwan Thomas Guy Bullock Allyn Condon Carl Southam                       | 3:07,48    |
| 6     | Deutschland            | Marko Janke Julian Voelkel Alexander Müller Markus Rau                  | 3:07,98    |
| 7     | Australien             | Steven Kingston Heath Fitzpatrick Mark Moresi Declan Stack              | 3:08,01    |
| 8     | Italien                | Michele D’Angelo Raffaele Mangialardi Davide Cadoni Ashraf Saber        | 3:11,33    |

### Hochsprung
| Platz | Athlet          | Land | Höhe (m)  |
| ----- | --------------- | ---- | --------- |
| 1     | Steve Smith     | GBR  | 2,37 =WJR |
| 2     | Tim Forsyth     | AUS  | 2,31      |
| 3     | Takahiro Kimono | JPN  | 2,29      |
| 4     | Kim Tae-young   | KOR  | 2,23      |
| 5     | Sergei Kljugin  | EUN  | 2,20      |
| 5     | Kristofer Lamos | GER  | 2,20      |
| 7     | Tomáš Janků     | TCH  | 2,17      |
| 8     | Coenraad Roux   | RSA  | 2,17      |

### Stabhochsprung
| Platz | Athlet             | Land | Höhe (m) |
| ----- | ------------------ | ---- | -------- |
| 1     | Laurens Looije     | NED  | 5,45     |
| 2     | Daniel Martí       | ESP  | 5,40     |
| 3     | Okkert Brits       | RSA  | 5,40     |
| 4     | Neil Winter        | GBR  | 5,30     |
| 5     | Fabrice Le Monnier | FRA  | 5,20     |
| 6     | Michael Kühnke     | GER  | 5,20     |
| 7     | Juri Jelisejew     | EUN  | 5,10     |
| 8     | James Miller       | AUS  | 5,00     |
| 8     | Manne Willman      | FIN  | 5,00     |

### Weitsprung
| Platz | Athlet              | Land | Weite (m) |
| ----- | ------------------- | ---- | --------- |
| 1     | Neil Chance         | USA  | 7,89      |
| 2     | Robert Thomas       | USA  | 7,84      |
| 3     | Iwajlo Mladenow     | BUL  | 7,68      |
| 4     | György Makó         | HUN  | 7,68      |
| 5     | Jewgeni Petschonkin | EUN  | 7,58      |
| 6     | Juan Carlos Garzon  | CUB  | 7,52      |
| 7     | Yassin Guellet      | BEL  | 7,49      |
| 8     | Ryan Moore          | AUS  | 7,43      |

### Dreisprung
| Platz | Athlet               | Land | Weite (m) |
| ----- | -------------------- | ---- | --------- |
| 1     | Yoelbi Quesada       | CUB  | 17,04 CR  |
| 2     | Osiris Mora          | CUB  | 17,03     |
| 3     | Ndabazihle Mdhlongwa | ZIM  | 16,57     |
| 4     | Jaroslaw Iwanow      | BUL  | 16,35     |
| 5     | Peter Burge          | AUS  | 16,19     |
| 6     | Lenards Ozoliņš      | LAT  | 15,91     |
| 7     | Kenichi Sumita       | JPN  | 15,90     |
| 8     | Duan Qifeng          | CHN  | 15,78     |

### Kugelstoßen
| Platz | Athlet           | Land | Weite (m) |
| ----- | ---------------- | ---- | --------- |
| 1     | Jurij Bilonoh    | EUN  | 18,46     |
| 2     | Manuel Martínez  | ESP  | 18,14     |
| 3     | Ralf Kahles      | GER  | 17,97     |
| 4     | Milan Haborák    | TCH  | 17,97     |
| 5     | Dennis Black     | USA  | 17,81     |
| 6     | Elias Louka      | CYP  | 17,62     |
| 7     | Juri Parchomenko | EUN  | 17,48     |
| 8     | Martin Bílek     | TCH  | 17,20     |

### Diskuswurf
| Platz | Athlet                 | Land | Weite (m) |
| ----- | ---------------------- | ---- | --------- |
| 1     | Brian Milne            | USA  | 58,28     |
| 2     | Frits Potgieter        | RSA  | 56,28     |
| 3     | Marek Bílek            | TCH  | 54,86     |
| 4     | Nikolai Orechow        | EUN  | 54,74     |
| 5     | Libor Malina           | TCH  | 54,06     |
| 6     | Andy Bloom             | USA  | 52,26     |
| 7     | Evaggelos Alatsatianos | GRE  | 51,54     |
| 8     | Mika Loikkanen         | FIN  | 51,52     |

### Hammerwurf
| Platz | Athlet                   | Land | Weite (m) |
| ----- | ------------------------ | ---- | --------- |
| 1     | Wadim Graboboi           | EUN  | 73,00 CR  |
| 2     | Alberto Sánchez          | CUB  | 69,78     |
| 3     | Andrei Jewgenjew         | EUN  | 69,24     |
| 4     | David Chaussinand        | FRA  | 68,20     |
| 5     | Nicola Vizzoni           | ITA  | 66,96     |
| 6     | Alexandros Papadimitriou | GRE  | 66,96     |
| 7     | José Manuel Pérez        | ESP  | 66,60     |
| 8     | Kōji Murofushi           | JPN  | 65,78     |

### Speerwurf
| Platz | Athlet                   | Land | Weite (m) |
| ----- | ------------------------ | ---- | --------- |
| 1     | Aki Parviainen           | FIN  | 76,34     |
| 2     | Boris Henry              | GER  | 76,04     |
| 3     | Konstantinos Gatsioudhis | GRE  | 75,92     |
| 4     | Tero Angeria             | FIN  | 72,92     |
| 5     | Mathias Hold             | GER  | 71,04     |
| 6     | Emeterio González        | CUB  | 70,60     |
| 7     | Andrij Uhlow             | EUN  | 69,40     |
| 8     | Toru Ue                  | JPN  | 69,06     |

### Zehnkampf
| Platz | Athlet               | Land | Punkte |
| ----- | -------------------- | ---- | ------ |
| 1     | Raúl Duany           | CUB  | 7403   |
| 2     | Bernhard Floder      | GER  | 7397   |
| 3     | Renco van Veldhuizen | NED  | 7313   |
| 4     | Les Kuorikoski       | AUS  | 7280   |
| 5     | Philipp Huber        | SUI  | 7188   |
| 6     | Christer Holger      | SWE  | 7173   |
| 7     | Stefan Vogt          | GER  | 7171   |
| 8     | Alain Schetty        | SUI  | 7111   |

## Frauen

### 100 m
| Platz | Athletin          | Land | Zeit (s) |
| ----- | ----------------- | ---- | -------- |
| 1     | Nikole Mitchell   | JAM  | 11,30    |
| 2     | Jacquelin Poelman | NED  | 11,44    |
| 3     | Merlene Frazer    | JAM  | 11,49    |
| 4     | Iryna Pucha       | EUN  | 11,57    |
| 5     | Marion Jones      | USA  | 11,58    |
| 6     | Katharine Merry   | GBR  | 11,63    |
| 7     | Donna Hoggarth    | GBR  | 11,69    |
| 8     | Giada Gallina     | ITA  | 11,84    |

### 200 m
| Platz | Athletin           | Land | Zeit (s) |
| ----- | ------------------ | ---- | -------- |
| 1     | Hu Ling            | CHN  | 23,14    |
| 2     | Cathy Freeman      | AUS  | 23,25    |
| 3     | Merlene Frazer     | JAM  | 23,29    |
| 4     | Jacqueline Poelman | NED  | 23,38    |
| 5     | Katharine Merry    | GBR  | 23,59    |
| 6     | Giada Gallina      | ITA  | 23,74    |
| 7     | Marion Jones       | USA  | 24,09    |
| 8     | Silke Lichtenhagen | GER  | 24,22    |

### 400 m
| Platz | Athletin          | Land | Zeit (s) |
| ----- | ----------------- | ---- | -------- |
| 1     | Magdalene Nedelcu | ROU  | 51,84    |
| 2     | Claudine Williams | JAM  | 52,03    |
| 3     | Ionela Târlea     | ROU  | 51,13    |
| 4     | Camille Noel      | CAN  | 52,98    |
| 5     | Hana Benešová     | TCH  | 53,39    |
| 6     | Kazue Kakinuma    | JPN  | 53,45    |
| 7     | Imke Köhler       | GER  | 53,73    |
| 8     | Bai Xiaoyun       | CHN  | 54,30    |

### 800 m
| Platz | Athletin            | Land | Zeit (min) |
| ----- | ------------------- | ---- | ---------- |
| 1     | Lu Yi               | CHN  | 2:02,91    |
| 2     | Chen Yumei          | CHN  | 2:03,14    |
| 3     | Kati Kovacs         | GER  | 2:03,81    |
| 4     | Natalja Gorelowa    | GER  | 2:04,76    |
| 5     | Monica Lundgren     | SWE  | 2:05,33    |
| 6     | Melissa Baker       | AUS  | 2:05,34    |
| 7     | Salina Jebet Kosgei | KEN  | 2:13,48    |
|       | Séverine Foulon     | FRA  | DSQ        |

### 1500 m
| Platz | Athletin           | Land | Zeit (min) |
| ----- | ------------------ | ---- | ---------- |
| 1     | Liu Dong           | CHN  | 4:05,14 CR |
| 2     | Jackline Maranga   | KEN  | 4:08,79    |
| 3     | Li Ying            | CHN  | 4:09,04    |
| 4     | Nami Sugimura      | JPN  | 4:13,53    |
| 5     | Lee Mi-kyung       | KOR  | 4:14,18    |
| 6     | Carmen Wüstenhagen | GER  | 4:15,74    |
| 7     | Yoshiko Ichikawa   | JPN  | 4:17,07    |
| 8     | Elena Cosoveanu    | ROU  | 4:17,70    |

### 3000 m
| Platz | Athletin         | Land | Zeit (min) |
| ----- | ---------------- | ---- | ---------- |
| 1     | Zhang Linli      | CHN  | 8:46,86 CR |
| 2     | Gabriela Szabo   | ROU  | 8:48,28    |
| 3     | Zhang Lirong     | CHN  | 8:48,45    |
| 4     | Paula Radcliffe  | GBR  | 8:51,78    |
| 5     | Annemari Sandell | FIN  | 8:56,02    |
| 6     | Emebet Shiferaw  | ETH  | 9:00,05    |
| 7     | Jeong Yeong-im   | KOR  | 9:00,30    |
| 8     | Susie Power      | AUS  | 9:04,30    |

### 10.000 m
| Platz | Athletin       | Land | Zeit (s) |
| ----- | -------------- | ---- | -------- |
| 1     | Wang Junxia    | CHN  | 32:29,90 |
| 2     | Gete Wami      | ETH  | 32:41,57 |
| 3     | Sally Barsosio | KEN  | 32:41,76 |
| 4     | Lydia Cheromei | KEN  | 33:01,99 |
| 5     | Merima Denboba | ETH  | 33:57,21 |
| 6     | Inna Kozina    | EUN  | 34:11,02 |
| 7     | Dörte Köster   | GER  | 34:19,36 |
| 8     | Kwak Hye-soon  | KOR  | 34:19,79 |

### 5 km Gehen
| Platz | Athletin          | Land | Zeit (min)  |
| ----- | ----------------- | ---- | ----------- |
| 1     | Gao Hongmiao      | CHN  | 21:20,03 CR |
| 2     | Jane Saville      | AUS  | 21:58,64    |
| 3     | Mika Ikatura      | JPN  | 22:25,58    |
| 4     | Bertha Vera       | ECU  | 22:30,45    |
| 5     | Kamila Holpuchová | TCH  | 22:33,92    |
| 6     | María Vasco       | ESP  | 22:34,26    |
| 7     | Michaela Hafner   | ITA  | 22:34,33    |
| 8     | Doreen Sellenriek | GER  | 22:47,19    |

### 100 m Hürden
| Platz | Athletin          | Land | Zeit (s) |
| ----- | ----------------- | ---- | -------- |
| 1     | Gillian Russell   | JAM  | 13,21    |
| 2     | Damaris Anderson  | CUB  | 13,43    |
| 3     | Swetlana Lauchowa | EUN  | 13,55    |
| 4     | Sonia Paquette    | CAN  | 13,73    |
| 5     | Kirsten Bolm      | GER  | 13,75    |
| 6     | Swetla Damowa     | BUL  | 13,77    |
| 7     | Dawn Burrell      | USA  | 13,79    |
|       | Oraidis Ramírez   | CUB  | DNF      |

### 400 m Hürden
| Platz | Athletin          | Land | Zeit (s) |
| ----- | ----------------- | ---- | -------- |
| 1     | Georgeta Petrea   | ROU  | 58,03    |
| 2     | Erica Peterson    | CAN  | 58,09    |
| 3     | Winsome Cole      | JAM  | 58,15    |
| 4     | Anita Oppong      | GER  | 58,24    |
| 5     | Anja Höcke        | GER  | 58,64    |
| 6     | Vyvyan Rhodes     | GBR  | 59,27    |
| 7     | Michèle Schenk    | SUI  | 59,70    |
| 8     | Debbie-Ann Parris | JAM  | 60,81    |

### 4 × 100 m Staffel
| Platz | Land                   | Athletinnen                                                        | Zeit (s) |
| ----- | ---------------------- | ------------------------------------------------------------------ | -------- |
| 1     | Jamaika                | Gillian Russel Merlene Frazer Michelle Christie Nikole Mitchell    | 43,96    |
| 2     | Vereinigte Staaten     | Benita Kelley Zundra Feagin Lesa Parker Marion Jones               | 44,51    |
| 3     | Deutschland            | Katja Seidel Gabi Rockmeier Birgit Rockmeier Silke Lichtenhagen    | 44,52    |
| 4     | Vereinigtes Königreich | Lisa Armstrong Katharine Merry Sophia Smith Donna Hoggarth         | 44,62    |
| 5     | Frankreich             | Gwenolee Helbert Christine Arron Delphine Combe Aline André        | 44,70    |
| 6     | Japan                  | Kanae Itō Kazue Kakinuma Nami Shoji Tomomi Kaneko                  | 44,90    |
| 7     | Kuba                   | Idalia Hechavarría Dainelky Pérez Damaris Anderson Oraidis Ramírez | 45,11    |
| 8     | Italien                | Francesca Da Boit Laura Mascia Giancarla Marinelli Giada Gallina   | 45,32    |

### 4 × 400 m Staffel
| Platz | Land               | Athletinnen                                                                   | Zeit (min) |
| ----- | ------------------ | ----------------------------------------------------------------------------- | ---------- |
| 1     | Rumänien           | Georgeta Petrea Mariana Florea Ionela Târlea Maria Magdalena Nedelcu          | 3:31,57    |
| 2     | Jamaika            | Debbie-Ann Parris Catherine Scott Ellen Grant Claudine Williams               | 3:32,68    |
| 3     | Deutschland        | Imke Köhler Wiebke Steffen Anita Oppong Silvia Steimle                        | 3:32,72    |
| 4     | Vereinigte Staaten | Monique Hennagan Kathleen Travis Cynthia Newsome Jowanna McMullen             | 3:33,11    |
| 5     | Japan              | Keiko Amano Satomi Kasashima Ikiko Yamagata Kazue Kakinuma                    | 3:34,83    |
| 6     | Australien         | Amy Pedersen Donna Adamson Rachel Hale Cathy Freeman                          | 3:36,28    |
| 7     | Kanada             | Nicole Devonish Camille Noel Mame Twumasi Erica Peterson                      | 3:38,22    |
| 8     | Vereintes Team     | Natalja Chruschtscheljowa Irina Bezmenowa Jekaterina Grigorjewa Olga Kagilewa | 3:39,76    |

### Hochsprung
| Platz | Athletin               | Land | Höhe (m) |
| ----- | ---------------------- | ---- | -------- |
| 1     | Manuela Aigner         | GER  | 1,93     |
| 2     | Inna Gliznuza          | EUN  | 1,88     |
| 2     | Swetlana Kalewskaja    | EUN  | 1,88     |
| 4     | Katja Kilpi            | FIN  | 1,88     |
| 5     | Dessislawa Alexandrowa | BUL  | 1,85     |
| 6     | Yoko Ota               | JPN  | 1,85     |
| 7     | Andrea Hughes          | AUS  | 1,85     |
| 8     | Eleonora Miluschewa    | BUL  | 1,85     |

### Weitsprung
| Platz | Athletin         | Land | Weite (m) |
| ----- | ---------------- | ---- | --------- |
| 1     | Erica Johansson  | SWE  | 6,65      |
| 2     | Nicole Devonish  | CAN  | 6,43      |
| 3     | Yu Huaxiu        | CHN  | 6,26      |
| 4     | Heli Koivula     | FIN  | 6,14      |
| 5     | Cristina Morujão | POR  | 6,09      |
| 6     | Lacena Golding   | JAM  | 6,09      |
| 7     | Lissette Cuza    | CUB  | 6,06      |
| 8     | Niki Xanthou     | GRE  | 6,03      |

### Dreisprung
| Platz | Athletin            | Land | Weite (m) |
| ----- | ------------------- | ---- | --------- |
| 1     | Anja Vokuhl         | GER  | 13,47     |
| 2     | Yamina Martínez     | CUB  | 13,42     |
| 3     | Olena Howorowa      | EUN  | 13,29     |
| 4     | Tatjana Matjaschowa | EUN  | 13,12     |
| 5     | Olga Cepero         | CUB  | 13,05     |
| 6     | Nadia Morandini     | ITA  | 12,94     |
| 7     | Suzette Lee         | JAM  | 12,83     |
| 8     | Aurora Lario        | ESP  | 12,67     |

### Kugelstoßen
| Platz | Athletin          | Land | Weite (m) |
| ----- | ----------------- | ---- | --------- |
| 1     | Wang Yawen        | CHN  | 18,05     |
| 2     | Zhang Zhiying     | CHN  | 18,03     |
| 3     | Olga Iljina       | EUN  | 17,20     |
| 4     | Yumileidi Cumbá   | CUB  | 17,06     |
| 5     | Danijela Čurović  | YUG  | 16,35     |
| 6     | Claudia Mues      | GER  | 15,41     |
| 7     | Oksana Tschernych | EUN  | 15,39     |
| 8     | Lee Myeong-seon   | KOR  | 15,33     |

### Diskuswurf
| Platz | Athletin          | Land | Weite (m) |
| ----- | ----------------- | ---- | --------- |
| 1     | Bao Dongying      | CHN  | 58,34     |
| 2     | Zhang Cuilan      | CHN  | 57,10     |
| 3     | Sabine Fried      | GER  | 53,94     |
| 4     | Danijela Čurović  | YUG  | 52,64     |
| 5     | Beatrice Faumuina | NZL  | 52,20     |
| 6     | Ulrike Heidelmann | GER  | 51,64     |
| 7     | Petra Jurášková   | TCH  | 51,26     |
| 8     | Adrienne Lynn     | NZL  | 51,18     |

### Speerwurf
| Platz | Athletin          | Land | Weite (m) |
| ----- | ----------------- | ---- | --------- |
| 1     | Claudia Isaila    | ROU  | 63,04     |
| 2     | Yvonne Reichardt  | GER  | 61,48     |
| 3     | Heli Tolkinen     | FIN  | 60,12     |
| 4     | Shelley Holroyd   | GBR  | 57,08     |
| 5     | Dörthe Barby      | GER  | 56,52     |
| 6     | Yang Lijuan       | CHN  | 56,08     |
| 7     | Silvana Koren     | SLO  | 54,48     |
| 8     | Antigoni Vourdoli | GRE  | 52,94     |

### Siebenkampf
| Platz | Athletin              | Land | Punkte |
| ----- | --------------------- | ---- | ------ |
| 1     | Natallja Sasanowitsch | EUN  | 6036   |
| 2     | Kathleen Gutjahr      | GER  | 5668   |
| 3     | Regla María Cárdenas  | CUB  | 5602   |
| 4     | Ioana Sirbu           | ROU  | 5524   |
| 5     | Vera Ináncsi          | HUN  | 5522   |
| 6     | Han Sang-won          | KOR  | 5475   |
| 7     | Jelena Kowaljowa      | EUN  | 5443   |
| 8     | Anoek van Diessen     | NED  | 5416   |

## Abkürzungen
- WR = Weltrekord
- WU20R = U20-Weltrekord
- OR = olympischer Rekord
- YOR = olympischer Jugendrekord
- AR = Kontinentalrekord
- AU20R = U20-Kontinentalrekord
- NR = nationaler Rekord
- NU20R = nationaler U20-Rekord
- CR = Meisterschaftsrekord
- MR = Veranstaltungsrekord
- WB = Weltbestleistung
- WU20B = U20-Weltbestleistung
- WU18B = U18-Weltbestleistung
- AB = Kontinentalbestleistung
- AU20B = U20-Kontinentalbestleistung
- AU18B = U18-Kontinentalbestleistung
- NB = nationale Bestleistung
- NU20B = nationale U20-Bestleistung
- NU18B = nationale U18-Bestleistung
- PB = persönliche Bestleistung
- SB = persönliche Saisonbestleistung
- QB = Qualifikationsbestleistung
- WL = Weltjahresbestleistung
- WU20L = U20-Weltjahresbestleistung
- WU18L = U18-Weltjahresbestleistung
- DSQ = disqualifiziert (engl. Disqualified)
- DNS = Wettkampf nicht angetreten (engl. Did Not Start)
- DNF = Wettkampf nicht beendet (engl. Did Not Finish)

## Medaillenspiegel
| Medaillenspiegel (Endstand nach 41 Entscheidungen) | Medaillenspiegel (Endstand nach 41 Entscheidungen) | Medaillenspiegel (Endstand nach 41 Entscheidungen) | Medaillenspiegel (Endstand nach 41 Entscheidungen) | Medaillenspiegel (Endstand nach 41 Entscheidungen) | Medaillenspiegel (Endstand nach 41 Entscheidungen) |
| Platz                                              | Land                                               | Gold                                               | Silber                                             | Bronze                                             | Gesamt                                             |
| -------------------------------------------------- | -------------------------------------------------- | -------------------------------------------------- | -------------------------------------------------- | -------------------------------------------------- | -------------------------------------------------- |
| 01                                                 | Volksrepublik China                                | 8                                                  | 3                                                  | 3                                                  | 14                                                 |
| 02                                                 | Vereinigte Staaten                                 | 4                                                  | 3                                                  | 2                                                  | 9                                                  |
| 03                                                 | Vereintes Team                                     | 4                                                  | 2                                                  | 5                                                  | 11                                                 |
| 04                                                 | Rumänien                                           | 4                                                  | 1                                                  | 1                                                  | 6                                                  |
| 05                                                 | Kenia                                              | 3                                                  | 4                                                  | 2                                                  | 8                                                  |
| 06                                                 | Jamaika                                            | 3                                                  | 3                                                  | 3                                                  | 9                                                  |
| 07                                                 | Deutschland                                        | 2                                                  | 5                                                  | 5                                                  | 12                                                 |
| 08                                                 | Kuba                                               | 2                                                  | 4                                                  | 1                                                  | 7                                                  |
| 09                                                 | Äthiopien                                          | 2                                                  | 2                                                  | 0                                                  | 4                                                  |
| 09                                                 | Vereinigtes Königreich                             | 2                                                  | 2                                                  | 0                                                  | 4                                                  |
| 11                                                 | Trinidad und Tobago                                | 2                                                  | 0                                                  | 0                                                  | 2                                                  |
| 12                                                 | Niederlande                                        | 1                                                  | 1                                                  | 1                                                  | 3                                                  |
| 13                                                 | Schweden                                           | 1                                                  | 1                                                  | 0                                                  | 2                                                  |
| 14                                                 | Finnland                                           | 1                                                  | 0                                                  | 1                                                  | 2                                                  |
| 15                                                 | Ecuador                                            | 1                                                  | 0                                                  | 0                                                  | 1                                                  |
| 15                                                 | Italien                                            | 1                                                  | 0                                                  | 0                                                  | 1                                                  |
| 17                                                 | Australien                                         | 0                                                  | 3                                                  | 1                                                  | 4                                                  |
| 18                                                 | Kanada                                             | 0                                                  | 2                                                  | 1                                                  | 3                                                  |
| 19                                                 | Spanien                                            | 0                                                  | 2                                                  | 0                                                  | 2                                                  |
| 20                                                 | Südafrika                                          | 0                                                  | 1                                                  | 2                                                  | 3                                                  |
| 21                                                 | Polen                                              | 0                                                  | 1                                                  | 1                                                  | 2                                                  |
| 22                                                 | Burundi                                            | 0                                                  | 1                                                  | 0                                                  | 1                                                  |
| 22                                                 | Südkorea                                           | 0                                                  | 1                                                  | 0                                                  | 1                                                  |
| 24                                                 | Japan                                              | 0                                                  | 0                                                  | 4                                                  | 4                                                  |
| 25                                                 | Uganda                                             | 0                                                  | 0                                                  | 1                                                  | 1                                                  |
| 25                                                 | Marokko                                            | 0                                                  | 0                                                  | 1                                                  | 1                                                  |
| 25                                                 | Nigeria                                            | 0                                                  | 0                                                  | 1                                                  | 1                                                  |
| 25                                                 | Bulgarien                                          | 0                                                  | 0                                                  | 1                                                  | 1                                                  |
| 25                                                 | Simbabwe                                           | 0                                                  | 0                                                  | 1                                                  | 1                                                  |
| 25                                                 | Griechenland                                       | 0                                                  | 0                                                  | 1                                                  | 1                                                  |
| 25                                                 | Tschechoslowakei                                   | 0                                                  | 0                                                  | 1                                                  | 1                                                  |
| Gesamt                                             | Gesamt                                             | 41                                                 | 42                                                 | 40                                                 | 123                                                |